# Rallye des Pharaons 2014
Navigation
Édition précédente Édition suivante
Le Rallye des Pharaons 2014 est le 29e Rallye des Pharaons.

## Vainqueurs d'étapes
| # | Date          | Distance (km) | Moto                    | Auto              | Quad        |
| - | ------------- | ------------- | ----------------------- | ----------------- | ----------- |
| 1 | lun. 20 avril | -             | Juan Carlos Salvatierra | Yazeed Al-Rajhi   | Rafał Sonik |
| 2 | mar. 21 avril | -             | Juan Carlos Salvatierra | Nasser Al-Attiyah | Rafał Sonik |
| 3 | mer. 22 avril | -             | Juan Carlos Salvatierra | Nasser Al-Attiyah | Rafał Sonik |
| 4 | jeu. 23 avril | -             | Nicolas Cardona         | Yazeed Al-Rajhi   | Rafał Sonik |
| 5 | ven. 24 avril | -             | Juan Carlos Salvatierra | Nasser Al-Attiyah | Rafał Sonik |

## Classements finaux

### Motos
| Pos. | Pilote                  | Constructeur | Temps            | Écart            |
| ---- | ----------------------- | ------------ | ---------------- | ---------------- |
| 1    | Juan Carlos Salvatierra |              | 19 h 20 min 47   |                  |
| 2    | Nicolas Cardona         |              | 20 h 04 min 48 s | 44 min 01 s      |
| 3    | Stefano Chiussi         |              | 21 h 16 min 50 s | 01 h 56 min 03 s |
| 4    | Rafael Eraso            |              | 21 h 36 min 10 s | 02 h 15 min 23 s |
| 5    | Stefano Turchi          |              | 21 h 59 min 24 s | 02 h 38 min 37 s |
| 6    | Paolo Sabbatucci        |              | 24 h 17 min 46 s | 04 h 56 min 59 s |
| 7    | Elio Aglioni            |              | 25 h 04 min 55 s | 05 h 44 min 08 s |
| 8    | Maurizio Littame        |              | 26 h 06 min 00 s | 06 h 45 min 13 s |
| 9    | Matteo Brambilla        |              | 31 h 48 min 14 s | 12 h 27 min 27 s |
| 10   | Domenico Cipollone      |              | 33 h 18 min 11 s | 13 h 57 min 24 s |

### Autos
| Pos. | Pilote            | Copilote            | Constructeur | Temps            | Écart            |
| ---- | ----------------- | ------------------- | ------------ | ---------------- | ---------------- |
| 1    | Yazeed Al-Rajhi   | Timo Gottschalk     |              | 14 h 07 min 09 s |                  |
| 2    | Nasser Al-Attiyah | Matthieu Baumel     |              | 14 h 12 min 35 s | 05 min 26 s      |
| 3    | Erik Van Loon     | Wouter Rosegaar     |              | 15 h 38 min 25 s | 01 h 31 min 16 s |
| 4    | Vladimir Vasilyev | Konstantin Zhiltsov |              | 16 h 11 min 24 s | 02 h 04 min 15 s |
| 5    | Miroslav Zapletal | Maciej Marton       |              | 16 h 36 min 36 s | 02 h 29 min 27 s |
| 6    | Yuriy Sazonov     | Alexandr Moroz      |              | 17 h 23 min 38 s | 03 h 16 min 29 s |
| 7    | Marek Dabrowski   | Jacek Czachor       |              | 18 h 39 min 38 s | 04 h 32 min 29 s |
| 8    | Adham Mostafa     | Hakam Rabie         |              | 30 h 12 min 13 s | 16 h 05 min 04 s |
| 9    | Benoit Maurice    | Frédéric Ganache    |              | 32 h 50 min 22 s | 18 h 43 min 13 s |
| 10   | Keiko Hamaguchi   | Umberto Fiori       |              | 37 h 07 min 23   | 23 h 00 min 14 s |

### Quads
| Pos. | Pilote                     | Constructeur | Temps             | Écart            |
| ---- | -------------------------- | ------------ | ----------------- | ---------------- |
| 1    | Rafał Sonik                | -            | 21 h 06 min 41 s  |                  |
| 2    | Eduardo Marcos Echaniz     | -            | 43 h 26 min 30 s  | 22 h 19 min 49 s |
| 3    | Dalla Valle Stefano        | -            | 48 h 31 min 39 s  | 27 h 24 min 58 s |
| 4    | El Khayat Nade             | -            | 50 h 51 min 47 s  | 29 h 45 min 06 s |
| 5    | Fernandez Suarez Covadonga | -            | 105 h 50 min 37 s | 84 h 43 min 56 s |